# Ernste Spiele I–IV
Ernste Spiele ist eine vierteilige Filminstallation aus den Jahren 2009–2010. Sie beschäftigt sich mit der Verwendung von Virtueller Realität in der modernen Kriegsführung.

## Handlung
Ernste Spiele I: Watson ist hin (8 Minuten Loop) – Der erste Teil zeigt eine Übungssimulation im Stützpunkt Twentynine Palms, Kalifornien. Vier Marines sitzen an ihren Laptops und steuern ein Fahrzeug durch die Afghanische Landschaft. Die Landschaft basiert auf geografischen Daten und ist eine bis auf den Baum genaue Simulation der realen. Nachdem der Ausbilder Aufständische aussetzt und der Bordschütze von einem Heckenschützen erschossen wird, ist klar, dass die Tode sehr viel weniger detailliert dargestellt werden als die Landschaft.
Ernste Spiele II: Drei tot (8 Minuten Loop) – Der zweite Teil beschäftigt sich mit einer Rollenspielübung, die ebenfalls in Twentynine Palms gedreht wurde und an der um die 300 Statisten beteiligt waren. Ein paar Dutzend Marines gehen im Nachbau einer mittelöstlichen Stadt in der Wüste Kaliforniens Patrouille. Da die Stadt aus Containern zusammengebaut ist, sieht es eher wie einem Computerspiel aus.
Ernste Spiele III: Immersion (20 Minuten Loop) – Der dritte und längste Teil wurde in Fort Lewis, Washington gedreht und beschäftigt sich mit der Immersions-Therapie Virtual Iraq für posttraumatische Patienten. Hier soll es Patienten ermöglicht werden, ihre Erlebnisse nochmal durchzuspielen und so zu verarbeiten. Demonstriert wird das Programm mit einem Patienten, der sich in einen virtuellen Hinterhalt begibt, während er mit einem Therapeuten im Dialog steht. Der Patient bittet mehrfach um einen Abbruch der Simulation, bis er schließlich zusammenbricht. Am Ende stellt sich heraus, dass sowohl der Patient als auch der Therapeut eigentlich Privat-Unternehmer sind, welche die Simulation an die Armee verkaufen wollen – sozusagen ein Rollenspiel im Rollenspiel.
Ernste Spiele IV: Eine Sonne ohne Schatten (8 Minuten Loop) – Der vierte Teil ist eine Art Fazit der Reihe und vergleicht die kriegsvorbereitenden Simulationen mit den kriegsnachbereitenden. Der Film kommt zu dem Schluss, dass die nachbereitenden auf Grund des bescheideneren Budgets keinen Schattenwurf haben.

## Hintergründe
Der dritte Teil wurde im Januar 2009 in Fort Lewis, in der Nähe von Seattle, Washington gedreht; Teil 1 und 2 im Herbst 2009 in Twentynine Palms, Kalifornien.
Die Filme waren in diversen Ausstellungen zu sehen, unter anderem vom 6. Februar bis 13. Juli 2014 im Hamburger Bahnhof Berlin.